# Wang Liqin
Wang Liqin (n. 18 iunie 1978, Shanghai, Republica Populară Chineză) este un jucător de tenis de masă ce a reprezentat Republica Populară Chineză, medaliat olimpic. A participat la 3 ediții ale Jocurilor Olimpice (2000, 2004, 2008) în care a câștigat două medalii de aur și două medalii de bronz.